# Nazionale maschile under 19 di calcio di Malta
La nazionale di calcio maltese U-19 è la rappresentativa calcistica Under-19 di Malta ed è posta sotto l'egida della MFA. Nella gerarchia delle nazionali calcistiche giovanili polacche è posta prima della nazionale Under-20 e dopo la nazionale Under-18.
Ha partecipato una sola volta alla fase finale di una competizione internazionale, venendo eliminata nel primo gruppo nell'edizione 2023 dell'Europeo U-19, in cui era paese ospitante.

## Piazzamenti agli Europei Under-19

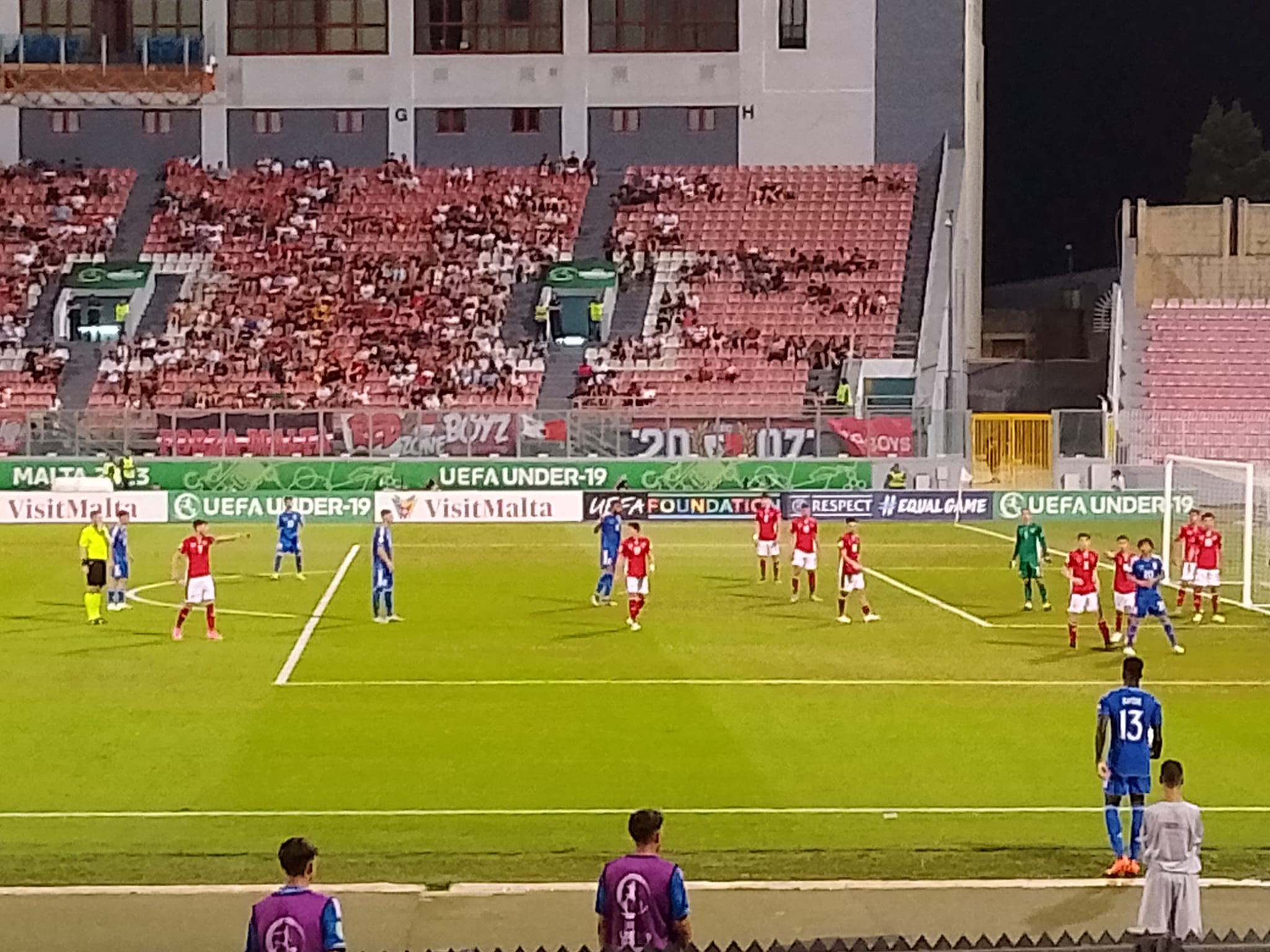
Una fase di gioco fra Malta e Italia all'Europeo U-19 del 2023.

- 2002: Turno di qualificazione
- 2003: Turno di qualificazione
- 2004: Turno di qualificazione
- 2005: Turno di qualificazione
- 2006: Turno di qualificazione
- 2007: Turno di qualificazione
- 2008: Turno di qualificazione
- 2009: Turno di qualificazione
- 2010: Turno di qualificazione
- 2011: Turno di qualificazione
- 2012: Turno di qualificazione
- 2013: Turno di qualificazione
- 2014: Turno di qualificazione
- 2015: Turno di qualificazione
- 2016: Turno di qualificazione
- 2017: Turno di qualificazione
- 2018: Turno di qualificazione
- 2019: Turno di qualificazione
- 2022: Turno di qualificazione
- 2023: Fase a gironi